# Wukro
Pour le woreda, voir Wukro (woreda).
Wukro (ou Ugoro) est une ville du nord de l'Éthiopie, située dans la zone Misraqawi du Tigré. Elle se trouve à 1 972 mètres d'altitude et aux coordonnées 13° 48′ N, 39° 36′ E.

## Patrimoine
- Temple d'Almaqah du VIIIe siècle av. J.-C.

## Démographie
| Année | Population |
| ----- | ---------- |
| 1994  | 16 421     |
| 2007  | 30 210     |